# Ciudades heroicas de México
Las ciudades heroicas de México son las poblaciones de México que han recibido el título de «heroica ciudad» en reconocimiento de algún acontecimiento histórico en defensa de la soberanía nacional o de la forma de gobierno republicana y federal. El título es concedido por los congresos estatales de las respectivas entidades federativas. Las ciudades de Atlixco, Puebla de Zaragoza y Veracruz han recibido esta distinción en más de una ocasión a lo largo de su historia.

## Listado
| Ciudad               | Estado              | Nombramiento             | Causa                                                                  |
| -------------------- | ------------------- | ------------------------ | ---------------------------------------------------------------------- |
| Alvarado             | Veracruz            | 23 de diciembre de 1957  | Defensa contra la primera intervención estadounidense.                 |
| Atlixco              | Puebla              | 26 de noviembre de 1998  | Batalla de Atlixco de 1848.                                            |
| Atlixco              | Puebla              | 26 de noviembre de 1998  | Batalla de Atlixco de 1862.                                            |
| Caborca              | Sonora              | 17 de abril de 1948      | Defensa contra la invasión filibustera de Henry Crabb en 1857.         |
| Cárdenas             | Tabasco             | 1868                     | Defensa contra la segunda intervención francesa.                       |
| Calpulalpan          | Tlaxcala            | 19 de octubre de 2015    | Batalla de Calpulalpan de 1867.                                        |
| Cananea              | Sonora              |                          | Huelga de Cananea de 1906.[cita requerida]                             |
| Chiapa de Corzo      | Chiapas             | 2008                     | Batalla de Chiapa de Corzo de 1863.                                    |
| Córdoba              | Veracruz            | 1880                     | Tratados de Córdoba de 1821.                                           |
| Coscomatepec         | Veracruz            | 18 de abril de 1980      | Sitio de Coscomatepec de 1813.                                         |
| Cosoleacaque         | Veracruz            | 18 de octubre de 1977    | Batalla de Cosoleacaque de 1863.                                       |
| Cuautla              | Morelos             | 4 de abril de 1829       | Sitio de Cuautla de 1812.                                              |
| Ejutla de Crespo     | Oaxaca              | 24 de diciembre de 1866  | Alzamiento de Manuel Sabino Crespo de 1812.                            |
| Guaymas              | Sonora              | 5 de noviembre de 1935   | Batalla de Guaymas de 1854.                                            |
| Huajuapan de León    | Oaxaca              | 26 de agosto de 1997     | Sitio de Huajuapan de 1812.                                            |
| Huamantla            | Tlaxcala            | 12 de agosto de 1953     | Batalla de Huamantla de 1847.                                          |
| Juchitán de Zaragoza | Oaxaca              | 2006                     | Batalla de Juchitán de 1866.[cita requerida]                           |
| Matamoros            | Tamaulipas          | 1851                     | Defensa contra la invasión filibustera de José María Carbajal en 1851. |
| Mulegé               | Baja California Sur | 2 de octubre de 1980     | Batalla de Mulegé de 1847.                                             |
| Nochistlán           | Zacatecas           | 13 de mayo de 2015       | Batalla de Nochistlán de 1864.                                         |
| Nogales              | Sonora              | 1961                     | Batalla de Nogales de 1917.                                            |
| Puebla de Zaragoza   | Puebla              | 25 de septiembre de 1862 | Batalla del 5 de mayo de 1862.                                         |
| Puebla de Zaragoza   | Puebla              | 23 de abril de 2014      | Sitio de Puebla de 1863.                                               |
| Puebla de Zaragoza   | Puebla              | 23 de abril de 2014      | Batalla del 2 de abril de 1867.                                        |
| Puebla de Zaragoza   | Puebla              | 23 de abril de 2014      | Alzamiento de los hermanos Serdán de 1910.                             |
| Tacámbaro            | Michoacán           | 5 de abril de 2011       | Batalla de Tacámbaro de 1865.                                          |
| Teapa                | Tabasco             | 28 de febrero de 1830    | Defensa contra la primera invasión de los Chenes.                      |
| Tecomán              | Colima              | 2 de septiembre de 2016  | Batallas de Tecomán de 1522.                                           |
| Tenancingo           | Estado de México    | 2 de octubre de 2021     | Batalla de Tenancingo de 1812.                                         |
| Tenango de Arista    | Estado de México    | 19 de octubre de 1868    | Independencia de México.                                               |
| Tijuana              | Baja California     | 22 de junio de 2011      | Batalla de Tijuana de 1911.                                            |
| Tlapacoyan           | Veracruz            | 27 de febrero de 1869    | Batalla de Tlapacoyan de 1865.                                         |
| Tlaxiaco             | Oaxaca              | 23 de noviembre de 1884  | Batalla de Cerro Encantado de 1814.                                    |
| Ures                 | Sonora              | 5 de septiembre de 1998  | Defensa contra la segunda intervención francesa.                       |
| Veracruz             | Veracruz            | 29 de julio de 1826      | Toma del fuerte de San Juan de Ulúa de 1825.                           |
| Veracruz             | Veracruz            | 1898                     | Defensa contra la primera intervención francesa.                       |
| Veracruz             | Veracruz            | 1898                     | Defensa contra la primera intervención estadounidense.                 |
| Veracruz             | Veracruz            | 1948                     | Ocupación estadounidense de Veracruz de 1914.                          |
| Zitácuaro            | Michoacán           | 20 de abril de 1868      | Junta de Zitácuaro de 1811.                                            |
| Zacatecas            | Zacatecas           | 23 de junio de 2010      | Toma de Zacatecas de 1914.                                             |
| Zacatlán             | Puebla              | 24 de octubre de 2017    | Base del insurgente José Francisco Osorno.                             |